# Bibliografia lui Fredric Brown
Bibliografia lui Fredric Brown include povestiri de ficțiune, polițiste și povestiri științifico-fantastice publicate de scriitorul Fredric Brown (29 octombrie 1906 - 11 martie 1972) în timpul vieții sale.

## Romane
Science fiction
- What Mad Universe (1949)
  - ro.: Ce univers nebun - călătoria într-un univers paralel
- The Lights in the Sky Are Stars (1953)
  - ro.: Lumina din cer este a stelelor - omenirea în sec. XXI pe punctul de a descoperi călătoria stelară.
- Martians, Go Home (1955)
  - ro.: Marțieni, cărați-vă acasă - o invazie marțiană ciudată a Pământului
- Rogue in Space (1957)
  - ro.: Rătăcitor prin spațiu - un monstru extraterestru încearcă să mănânce câțiva astronauți tereștri
- The Mind Thing (1961)
  - ro.: Lucrul care gândește - un extraterestru eșuat pe Pământ încearcă să se întoarcă acasă călătorind prin mințile oamenilor

Polițiste
Seria Ed and Am Hunter
- The Fabulous Clipjoint (1947)
  - ro.: Fantastica întâlnire de-o clipă
- The Dead Ringer (1948)
- The Bloody Moonlight (1949) - apărut și cu titlul Murder in Moonlight
- Compliments of a Fiend (1950)
- Death Has Many Doors (1951)
- The Late Lamented (1959)
- Mrs. Murphy's Underpants (1963)

Alte romane
- Murder can be Fun (1948) - apărut și cu titlul A Plot for Murder
- The Screaming Mimi (1949)
- Here Comes a Candle (1950)
- Night of the Jabberwock (1950)
- The Far Cry (1951)
- We All Killed Grandma (1952)
- The Deep End (1952)
- Madball (1953)
- His Name Was Death (1954)
- The Wench Is Dead (1955)
- The Lenient Beast (1956)
- One for the Road (1958)
- Knock Three-One-Two (1959)
- The Murderers (1961)
- Five-Day Nightmare (1962)

Non-ficțiune
- The Office (1958)

## Culegeri de povestiri
Science fiction
- Space on My Hands (1953) - ro. Atingerea spațiului
  - ro.: cu sensul de Spațiul și mâinile mele
- Angels and Spaceships (1954) - publicată și cu titlul Star Shine
  - ro.: cu sensul de Îngeri și astronave
- Honeymoon in Hell (1958) - ro. Arena
  - cu sensul de Lună de miere în Iad - povestirea combină în mod comic teama de holocaustul nuclear cu cea provocată de o invazie extraterestră
- Nightmare and Geezenstacks (1961)
  - ro.: cu sensul de Coșmaruri și Geezenstacks
- Daymares (1968)
  - ro.: cu sensul de O zi de coșmar
- Paradox Lost, and Twelve Other Great Science Fiction Stories (1973) - ro. Paradoxul pierdut
- The Best of Fredric Brown (1976)
- The Best Short Stories of Fredric Brown (1982)
- And the Gods Laughed (1987)
  - ro.: Și zeii râd
- From These Ashes: The Complete Short SF of Fredric Brown (2001)
- Martians and Madness (2002)

Polițiste
- Mostly Murder (1953)
- The Shaggy Dog and Other Murders (1963)
- 4 Novels (1983) - ediție omnibus care conține
  - The Fabulous Clipjoint
  - Knock Three-One-Two
  - Night of the Jabberwock
  - The Screaming Mimi
- Carnival of Crime (1985)
- Hunter and Hunted: The Ed and Am Hunter Novels, Part One (2002) - ediție omnibus care conține
  - The Fabulous Clipjoint
  - The Dead Ringer
  - The Bloody Moonlight
  - Compliments of a Fiend

Alte opere
- Homicide Sanitarium (1984)
  - ro.: cu sensul de „Crimă curată”
- Before She Kills (1984)
  - ro.: cu sensul de „Înainte să ucidă”
- Madman's Holiday (1984)
  - ro.: cu sensul de „Vacanța nebunilor”
- The Case of the Dancing Sandwiches (1985)
  - ro.: cu sensul de „Cazul sandvișurilor de la petrecere”
- The Freak Show Murders (1985)
  - ro.: cu sensul de „Straniul spectacol al ucigașilor”
- Thirty Corpses Every Thursday (1986)
  - ro.: cu sensul de „Trezeci de cadavre în fiecare joi”
- Pardon My Ghoulish Laughter (1986)
  - ro.: cu sensul de „Iartă-mi hohotul macabru”
- Red is the Hue of Hell (1986)
  - ro.: cu sensul de „Roșie e culoarea Iadului”
- Sex Life on the Planet Mars (1986)
  - ro.: cu sensul de „Viața sexuală pe planeta Marte”
- Brother Monster (1987)
  - ro.: cu sensul de „Fratele monstrului”
- Nightmare in Darkness (1987)
  - ro.: cu sensul de „Coșmar în întuneric”
- Who was that Blonde I Saw You Kill Last Night? (1988)
  - ro.: cu sensul de „Cine era blonda pe care am văzut că ai omorât-o azi-noapte?”
- Three-Corpse Parley (1988)
- Selling Death Short (1988)
- Whispering Death (1989)
  - ro.: cu sensul de „Moartea vine pe șoptite”
- Happy Ending (1990)
  - ro.: cu sensul de „Sfârșit fericit”
- The Water-Walker (1990)
  - ro.: cu sensul de „Apă călătoare”
- The Gibbering Night (1991)
  - ro.: cu sensul de „Noapte flecară”
- The Pickled Punks (1991)
  - ro.: cu sensul de „Zeamă de lemne putrede”
- The Proofreaders' Page and Other Uncollected Items (2011)

## Povestiri
1938
- The Moon for a Nickel.

1939
- The Cheese on Stilts.
- Blood of the Dragon.
- There Are Bloodstains in the Alley.
- Murder at 10:15.

1940
- „Povestea detectivilor Street și Smith”
- Bloody Murder.
- The Prehistoric Clue.
- A Matter of Taste.
- Trouble in a Teacup (altă denumire "Teacup Trouble").
- Murder Draws a Crowd.
- Footprints on the Ceiling.
- Town Wanted.
- The Little Green Men.
- Herbie Rides His Hunch.
- The Stranger from Trouble Valley.
- The Strange Sisters Strange.

1941
- Fugitive Impostor.
- The King Comes Home.
- Big-Top Doom.
- The Discontented Cows.
- Life and Fire.
- Big-League Larceny.
- Client Unknown.
- Homicide Sanitarium.

- Your Name in Gold.
- Here Comes the Hearse.
- Six-Gun Song.
- Star-Spangled Night.
- Wheels Across the Night.
- Armageddon.
- Little Boy Lost.
- Bullet for Bullet.
- Listen to the Mocking Bird.
- You'll End Up Buming.
- Selling Death Short.
- Thirty Corpses Every Thursday.
- Trouble Comes Double.
- Not Yet the End 
  - ro.: „Nimic nu s-a sfârșit încă”
- Number Bug.

1942
- Clue in Blue.
- Death is a White Rabbit.
- Twenty Gets You Plenty.
- Etaoin Shrdlu.
- Little Apple Hard to Peel.
- Pardon My Ghoulish Laughter.
- Death in the Dark (altă denumire "The Black Dark").
- Handbook for Homicide.
- The Incredible Bomber.
- Twice-Killed Corpse.
- Mad Dog!.
- Moon Over Murder.
- The Star Mouse.
- A Cat Walks.
- Who Did I Murder .
- Murder in Furs.
- Suite for Flute and Tommy Gun.
- Three Corpse Parlay.
- A Date to Die.
- Red is the Hue of Hell.
- Two Biers for Two.
- You'll Die Before Dawn.
- Get Out of Town.
- A Little White Lye.
- Nothing Sinister.

- The Numberless Shadows.
- Satan's Search Warrant.
- Starvation (altă denumire "Runaround").
- Where There's Smoke.
- Boner.
- Legacy of Murder.
- The New One.
- The Santa Claus Murders (extinsă în romanul Murder Can be Fun altă denumire A Plot for Murder).
- Double Murder.
- A Fine Night for Murder.
- Heil, Werewolf.
- I'll See You At Midnight.
- The Monkey Angle.
- Satan One-and-a-Half.
- The Men Who Went Nowhere.

1943
- A Lock of Satan's Hair.
- The Spherical Ghoul.
- The Wicked Flea.
- The Angelic Angleworm.
- Death is a Noise.
- The Hat Trick.
- Hound of Hell (altă denumire "Beware of the Dog").
- The Sleuth from Mars.
- A Change for the Hearse.
- Encore for a Killer.
- Trial By Darkness.
- Cadavers Don't Make a Fifth Column.
- Death of a Vampire.
- Death's Dark Angel.
- The Freak Show Murders.
- Market for Murder.
- The Corpse and the Candle.
- Madman's Holiday.
- Blue Murder.
- The Geezenstacks. .
- Tell 'em, Pagliaccio.
- Whispering Death.
- Daymare.
- Death Insurance Payment.
- The Motive Goes Round and Round.
- Paradox Lost.

1944
- The Djinn Murder.
- Murder in Miniature.
- The Ghost of Riley.
- The Devil's Woodwinds.
- And the Gods Laughed.
- Nothing Sirius.
- The Yehudi Principle.
- Arena. (publicată și în Almanahul Anticipația 1985, traducerea Mihai-Dan Pavelescu)
- The Jabberwocky Murders (inclusă în romanul Night of the Jabberwock).
- The Ghost Breakers.
- The Gibbering Night (inclusă în romanul Night of the Jabberwock).
- Murder While You Wait.
- The Bucket of Gems Case (altă denumire "Mr Smith Kicks the Bucket").
- To Slay a Man About a Dog (altă denumire "Shaggy Dog Murders").
- A Matter of Death.

1945
- Pi in the Sky.
- The Night the World Ended.
- The Waveries.
- No Sanctuary.
- Compliments of a Fiend (extinsă în romanul The Bloody Moonlight).
- Ten Tickets to Hades (altă denumire "Murder in Ten Easy Lessons").
- Murder-on-the-Hudson.

1946
- Dead Man's Indemnity (extinsă în romanul The Fabulous Clipjoint).
- Placet is a Crazy Place.
  - ro.: „Placed, planeta nebună” în Almanahul Anticipația 1983
- Song of the Dead.
- Obit for Obie (extinsă în romanul The Deep End).
- Whistler's Murder.

1947
- A Voice Behind Him.
- Don't Look Behind You.
- Miss Darkness.

1948
- I'll Cut Your Throat Again, Kathleen.
- The Dead Ringer (extinsă în romanul The Dead Ringer).
- Four Letter Word (altă denumire "The Greatest Poem Ever Written").
- The Four Blind Men.
- What Mad Universe (expanded into novel What Mad Universe).
- The Laughing Butcher.
- If Looks Could Kill (extinsă în romanul "The Joke").
- Cry Silence.
- Red-Hot and Hunted.
- Knock.

1949
- This Way Out.
- All Good Bems.
- Mouse. Publicată pentru prima dată în iunie 1949, în Thrilling Wonder Stories. Un om numit Bill Wheeler vede o farfurie zburătoare coborând în Parcul Central din New York, în care este găsit doar un șoarice mort. Urmează o serie de asasinate a unor lideri mondiali și Bill începe să suspecteze că extraterestrul o posedează pe pisica sa siameză, Beautiful.[1][2]
- Murder and Matilda.
- Come and Go Mad. .
- Last Curtain (altă denumire "Cream of the Jest").
- Crisis, 1999.
- Each Night He Died (altă denumire "Cain").
- Letter to a Phoenix.
- The Cat from Siam.
- The Sinister Mr. Dexter (altă denumire "House of Fear").
- Deadly Weekend (extinsă în romanul The Screaming Mimi).
- The Bloody Moonlight (din romanul The Bloody Moonlight).
- Gateway to Darkness (altă denumire "Small World," inclusă în romanul Rogue in Space).

1950
- The Last Train.
- Death and Nine Lives.
- The Blind Lead.
- The Case of the Dancing Sandwiches.
- The Nose of Don Aristide.
- Vengeance Unlimited (altă denumire "Vengeance Fleet").
- From These Ashes (altă denumire "Entity Trap").
- The Undying Ones (altă denumire "Obedience").
- Walk in the Shadows.
- The Frownzly Florgels.
- Gateway to Glory (inclusă în romanul Rogue in Space).
- The Last Martian.
  - ro.: „Ultimul marțian” - povestire în stilul lui Ray Bradbury despre teama contactului cu o civilizație extraterestră
- Honeymoon in Hell.
- Mitkey Rides Again.
- Night of the Jabberwock
- Device of the Turtle (altă denumire "Six-Legged Swengali"; cu Mack Reynolds).

1951
- Dark Interlude (cu Mack Reynolds).
- Man of Distinction.
- The Switcheroo.
- The Weapon - publicată în antologia The War Book (editată de James Sallis, 1969).
- Cartoonist (altă denumire "Garrigan's Bems"; with Mack Reynolds).
- Something Green.
- The Dome.
  - ro.: „Domul” - despre dramele provocate de teama de războiul nuclear
- A Word from Our Sponsor.
- The Gamblers (cu Mack Reynolds).
- The Hatchetman (cu Mack Reynolds).

1952
- Me and Flapjack and the Martians (cu Mack Reynolds).

1953
- Witness in the Dark.
- The Pickled Punks (extinsă în romanul Madball).
- The Wench is Dead (extinsă în romanul The Wench is Dead).
- The Little Lamb.
- Rustle of Wings.
- Hall of Mirrors.
  - ro.: Sala oglinzilor - profesorul Norman Hastings realizează o mașină a timpului

1954
- Experiment.
  - ro.: „Experiment” - despre un paradox al călătoriei în timp
- Sentry.
- Keep Out.
- Martians, Go Home (extinsă în romanul Martians, Go Home).
- Naturally.
  - ro.: „Natural” - tema faustiană a vânzării sufletului
- Voodoo.
- Answer.
- Daisies.
  - ro.: „Margarete”, traducere de Alexandra Delia Poenaru
- Pattern.
- Politeness.
- Preposterous.
- Reconciliation.
- Search.
- Sentence.
- Solipsist.

1955
- Blood.
- Millennium.
- Premiere of Murder.
- The Perfect Crime (altă denumire "Fatal Error").
- The Letter (altă denumire "Dead Letter").
- The First Time Machine.
- Too Far.
- Imagine.

1956
- Line of Duty (extinsă în romanul The Lenient Beast).

1957
- Murder Set to Music.
- Expedition.
- Happy Ending (cu Mack Reynolds).

1958
- The Amy Waggoner Murder Case (extinsă în romanul One for the Road).
- Jaycee.
- Unfortunately.
- Who Was That Blonde I Saw You Kill Last Night? (extinsă în romanul His Name was Death) .

1959
- The Late Lamented (extinsă în romanul The Late Lamented).
- Nasty.
- Rope Trick.
- Night of the Psycho (extinsă în romanul Knock Three-One-Two).

1960
- Abominable.
- Bear Possibility.
- The Mind Thing (niciodată publicată complet în foileton, mai târziu publicată ca romanul The Mind Thing).
- Recessional.
- The Power (altă denumire "Rebound").
- Earthmen Bearing Gifts.
- Granny's Birthday.
- The House.

1961
- Great Lost Discoveries I - Invisibility.
- Great Lost Discoveries II - Invulnerability.
- Great Lost Discoveries III - Immortality.
- The Hobbyist.
- Nightmare in Blue.
- Nightmare in Gray.
- Nightmare in Red.
- Nightmare in Time (altă denumire "The End").
- Nightmare in Yellow.
- Of Time and Eustace Weaver ("The Short Happy Lives of E. Weaver I-II-III")
- Bright Beard.
- Cat Burglar.
- Death on the Mountain.
- Fish Story.
- Horse Race.
- Nightmare in Green.
- Nightmare in White.
- The Ring of Hans Carvel.
- Second Chance.
- Three Little Owls.
- Before She Kills.

1962
- Aelurophobe.
- Puppet Show („Marionetele”).
- Fatal Facsimile .

1963
- Double Standard.
- Instant Novellas (altă denumire "20 Stories in 60 Lines").
- It Didn't Happen.
- Tale of the Flesh Monger (altă denumire "Ten Percenter").
- The Missing Actor.

1964
- Why, Benny, Why.

1965
- Eine Kleine Nachtmusik (cu Carl Onspaugh).